# Vitalia Pavlicenco
Vitalia Pavlicenco (n. 29 octombrie 1953, Grinăuți, raionul Rîșcani) este o politiciană din Republica Moldova, ex-președinte al Partidului Național Liberal (din Republica Moldova) din 2006 până în 2019, fost deputat în Parlamentul Republicii Moldova în legislaturile 1998-2001 și 2005-2009, doctor în filologie.

## Biografie

### Educație, viață profesională
Vitalia Pavlicenco s-a născut la data de 29 octombrie 1953, în Grinăuți, raionul Bălți, astăzi în raionul Rîșcani . A crescut fără tată, pentru că Victor Vangheli (n. 1928 în Grinăuți, județul Bălți) a fost asasinat pe 26 iunie 1953, la vârsta de 24 de ani, în condiții suspecte, cu patru luni înainte de nașterea Vitaliei. . A fost membru ULCT în anii 1967- 1981. A absolvit Universitatea de Stat din Chișinău, secția de Filologie Franceză (1977), obținând apoi titlul științific de doctor în filologie (1987).
După absolvirea facultății, a lucrat ca redactor – responsabil de editarea manuscriselor la Editura “Știința” (1977-1985) și apoi ca traducător – coordonator la Agenția Telegrafică de Informații (ATEM) (1985-1989). După destrămarea URSS, Vitalia Pavlicenco devine prim-adjunct al directorului general al Agenției Naționale de Presă „Moldova-pres” (1990-1994) și apoi redactor-șef la publicația „Mesagerul” (1994-1998).

### Viață politică
A fost deputat în Parlamentul Republicii Moldova, legislatura 1998–2001, din partea Partidului Forțelor Democratice, Secretar al Comisiei pentru securitatea statului și ordinea publică, vicepreședinte al Comisiei pentru Buget și Finanțe, membră a grupului parlamentar delegat la Adunarea Parlamentară NATO (membră a Comisiei economice și Comisiei pentru securitate), membră a grupului moldo-spaniol de cooperare interparlamentară.
Devine, apoi, prin rotație (2001-2002), președinte al Clubului Rotary din Chișinău. Deține ulterior funcția de adjunct al directorului general al Uniunii Industriașilor și Antreprenorilor din Republica Moldova (2001-2003) și coordonator de proiecte la Grupul editorial “Litera” (2003-2005).
În 2004 Vitalia Pavlicenco a fost decorată cu Ordinul național „Pentru Merit” (România).
Din 2005 până în 2009 a fost deputat în Parlamentul Republicii Moldova (din partea Alianței „Moldova Noastră”), membră a Comisiei pentru politica externă și integrarea europeană, vicepreședinte al Fracțiunii parlamentare AMN, apoi – deputat neafiliat.
La 16 decembrie 2006 are loc Congresul de constituire a Partidului Național Liberal (PNL), Vitalia Pavlicenco fiind aleasă ca președinte a acestui partid. De două ori a candidat din partea acestui partid la alegerile locale pentru Primăria Municipiului Chișinău, obținând în 2007 2,19% (4696 de voturi), iar în 2011 doar 0,2 % (706 voturi).
În septembrie 2016 Partidul Național Liberal, Partidul Liberal Reformator, Partidul Popular din Republica Moldova, Partidul Verde Ecologist și Partidul „Democrația Acasă” au înaitat-o pe Vitalia Pavlicenco în calitate de candidat „independent proeuropean, unionist” la alegerile prezidențiale din 30 octombrie 2016.
De asemenea, a deținut funcțiile de vicepreședinte al Uniunii Jurnaliștilor din Republica Moldova și de vicepreședinte al Consiliului Mondial Român .

## Viața personală
Tatăl Vitaliei Pavlicenco, Victor Vangheli (n. 1928 în Grinăuți, județul Bălți) a fost asasinat pe 26 iunie 1953, la vârsta de 24 de ani, cu patru luni înainte de nașterea Vitaliei. El a fost profesor de matematică și istorie la școala din sat. Mama ei, Agafia Vangheli (născută Bordeniuc în satul Aluniș, județul Bălți), a obținut studii de pedagogie la Iași, în perioada interbelică, iar apoi a fost directoarea școlii din s.Grinăuți, fiind și învățătoare de clasele primare, la început, iar mai târziu profesoară de limba română (numită atunci „moldovenească”) și limba franceză. 
Vitalia Pavlicenco este căsătorită cu Sergiu Pavlicenco (n. 1949), un hispanist-comparatist, profesor, doctor habilitat în filologie care lucrează la Catedra de literatură universală la Universitatea de Stat din Moldova. Cei doi au împreună o fiică, Beatriz Pavlicenco (n. 1975), care este violonistă și locuiește în Germania. La un moment dat, familia Pavlicenco a locuit în Cuba, unde s-a născut și fiica lor, Beatriz.

## Publicații
- Factorii de decizie din raioane blochează în continuare reforma agrară,2013
- Modificarea Codului funciar este o necesitate de neamânat, 2013
- Alocuțiunea rostită în plenul Sesiunii a 44-a a A.A.N. (Alianța Nord Atlantică), 2013
- Lunca Prutului își are problemele sale (Situația socio-politică în cele 14 localități romănești, din Sudul Moldovei, intrate în Găgăuz-Yri), 2013
- "NATO va fi un factor de stabilitate -- aceasta e filozofia Alianței", 2013
- Să citim, să scriem cu litere latine : Mic îndrumar practic, Chișinău, Ed. Lumina, 1989

## Despre
- Grinăuți// Localitățile Republicii Moldova, Ch., Ed. Draghiște
- Albumul "Universitatea tehnică a Moldovei,1964-2004, Chișinau, Ed. Museum, p.65
- Ecaterina Taralunga, Enciclopedia identității românești, București,Editura Literă,2011